# Stepney
Stepney è un quartiere del borgo londinese di Tower Hamlets ed è ubicato circa 6 chilometri a nord-est di Charing Cross costituendo parte dell'East End di Londra.
L'area è costituita da un misto di palazzi ad alta densità abitativa, costruiti nel secondo dopoguerra, e isolati di case in stile vittoriano rimaste al loro posto in quanto non danneggiate dai bombardamenti. Il lato est della storica Stepney Green è notevole per le sue architetture e nei suoi dintorni esistono importanti esempi di eleganti case in stile georgiano e vittoriano. 
Stepney è delitato dalla Commercial Road, parte della A13, a sud, Mile End Road, parte della A11, a nord e Regent's Canal ad est. Il confine occidentale con Whitechapel non è molto ben definibile.
L'area non è ancora stata interessata dal processo di trasformazione da zona popolare a residenziale, come successo nei vicini borough di Bow, Wapping e Limehouse, anche se qualche opera di ristrutturazione ha avuto inizio.

## Storia
Il toponimo di Stepney venne citato nel 1085 nel Domesday Book, censimento realizzato da Guglielmo il Conquistatore. 
La chiesa di St Dunstan's, è la chiesa più antica del borough e venne fondata nel 923, anche se l'attuale edificio risale al XV secolo. La chiesa ha una stretta correlazione con il mare in quanto fino al XIX secolo era responsabile della registrazione di nascite, matrimoni e morti dei marinai britannici. 
Nei primi anni del XX secolo Stepney fu una delle comunità ebraiche successivamente trasferitasi a Stamford Hill